# Castello di Poggiodiana
Il castello di Poggiodiana, detto anche castello di Poggio Diana o castello di Misilcassino è un castello in rovina a Ribera, in provincia di Agrigento, su una collina a circa 200 metri d'altezza.

## Descrizione

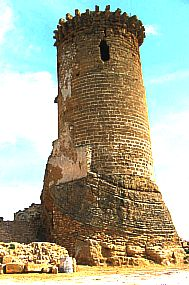
Castello di Poggiodiana. Particolare della torre

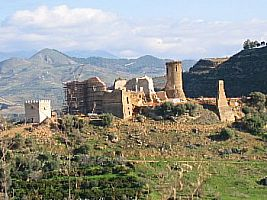
Castello di Poggiodiana

Del castello rimangono parte delle mura perimetrali e due torri, una quadrangolare e una cilindrica, di 25 metri di altezza e circa 30 metri di circonferenza, con il caratteristico coronamento a beccatelli. Sviluppato su circa 3000 m² di superficie con una pianta irregolare, dal lato nord svettava su uno strapiombo di oltre 300 metri, ai cui piedi scorre il fiume Verdura, ad est si scorge l'abitato di Ribera. La fortezza era chiusa saldamente da un allineamento di fabbricati interni alti circa 20 metri e rinforzata da un secondo muro di difesa.
Da un portone a sesto acuto si raggiungeva un secondo cortile, dove insisteva il posto di guardia con l'alloggio degli armigeri e l'armeria, e si aprivano i magazzini e la scuderia. Dal cortile, grazie a delle scale, si saliva ai piani superiori, dove i Signori alloggiavano nei vasti appartamenti.

## Storia
Il castello fu costruito nel XII secolo dai Normanni a difesa delle piccole comunità vicine e delle terre tra il Platani (Eraclea Minoa) e Triocala (Caltabellotta), e conosciuto fino al XIV secolo col nome saraceno di Misilcassino, ossia luogo di discesa a cavallo.
Concesso alla famiglia Maletta, da questi passò per eredità a Scaloro degli Uberti che resosi reo di fellonia si vide confiscare il castello che venne dato ai Monterosso per passare successivamente ai Chiaramonte ed a Guglielmo Peralta.
Nel XV secolo passò in possesso dei conti Luna, in memoria di questi ha cambiato denominazione per prendere infine definitivamente l'appellativo di castello di Poggiodiana in onore della nobildonna Diana Moncada, figlia del principe di Paternò Luigi Guglielmo Moncada e moglie di Vincenzo Luna.

## Influenza culturale

Stemma del Comune di Ribera, raffigurante la torre del Castello di Poggiodiana

Esiste un forte legame tra gli abitanti di Ribera ed il Castello di Poggiodiana.

La torre merlata è infatti raffigurata nello stemma del Comune che ha la seguente descrizione: 
La radio cittadina porta il nome di Radio Torre Ribera (sempre in onore della torre del castello) ed in passato è anche esistita una emittente televisiva denominata Tele Torre Ribera.

## Galleria d'immagini

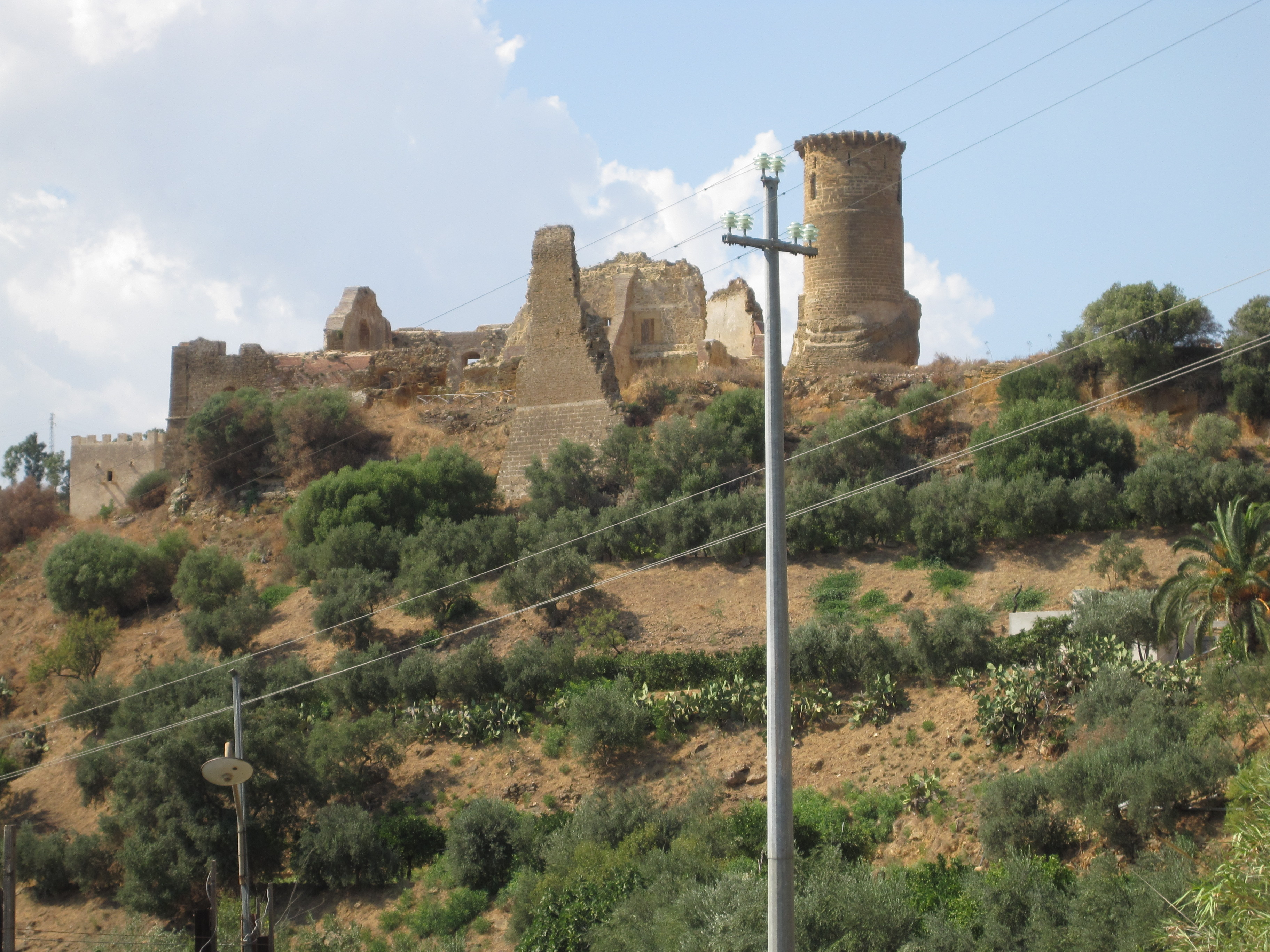
Veduta del castello di Poggiodiana
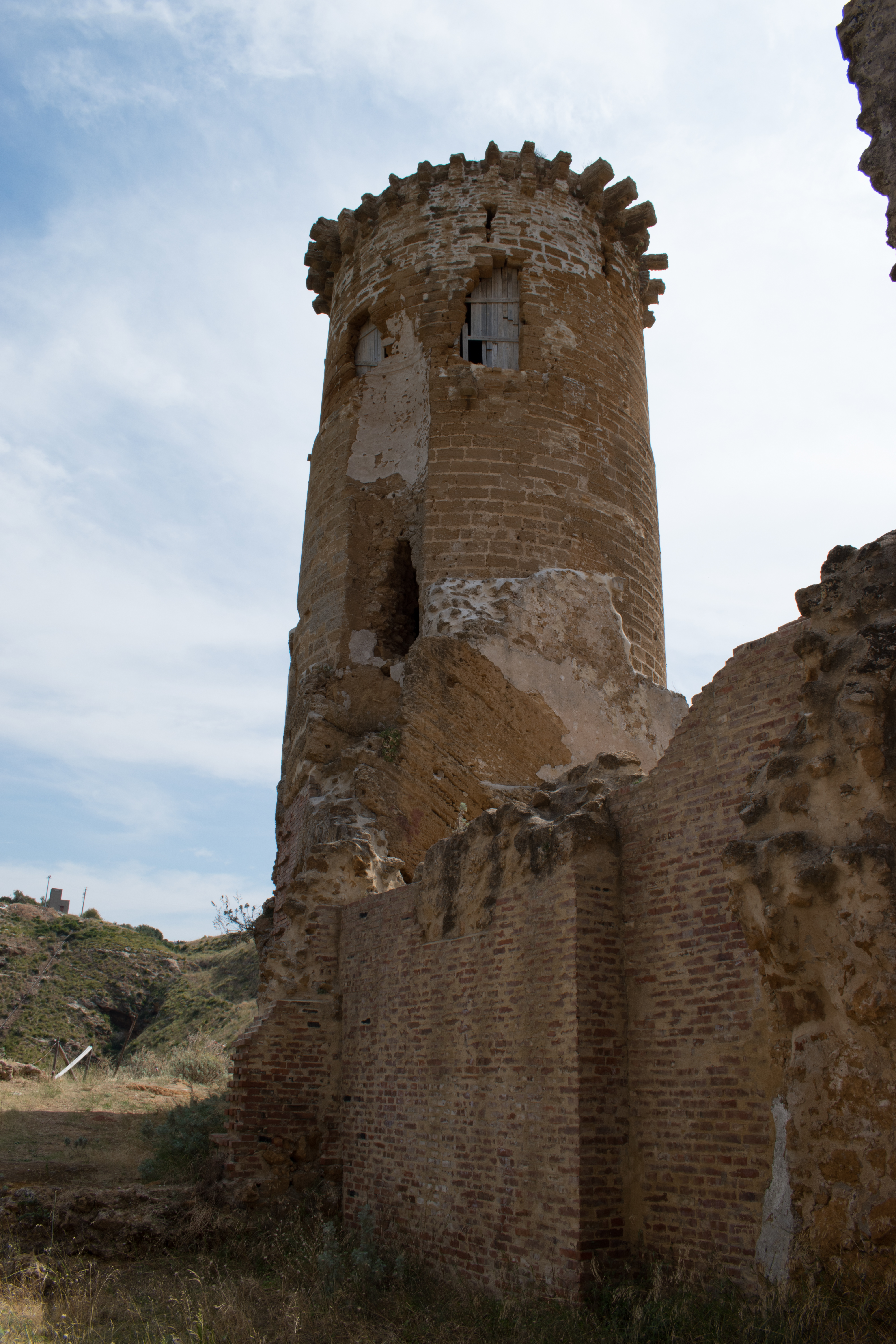
Torre del castello di Poggiodiana
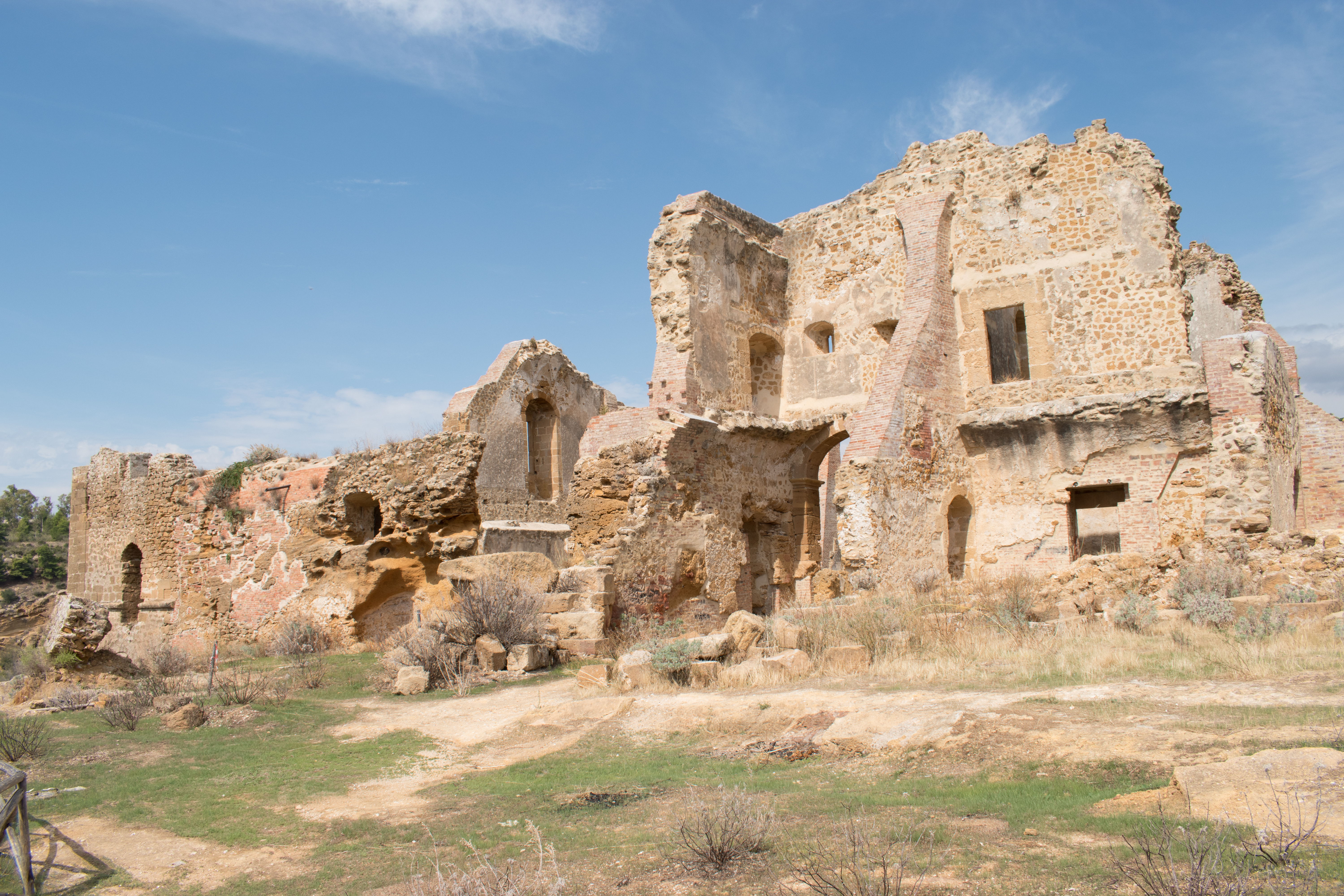
Resti del castello di Poggiodiana
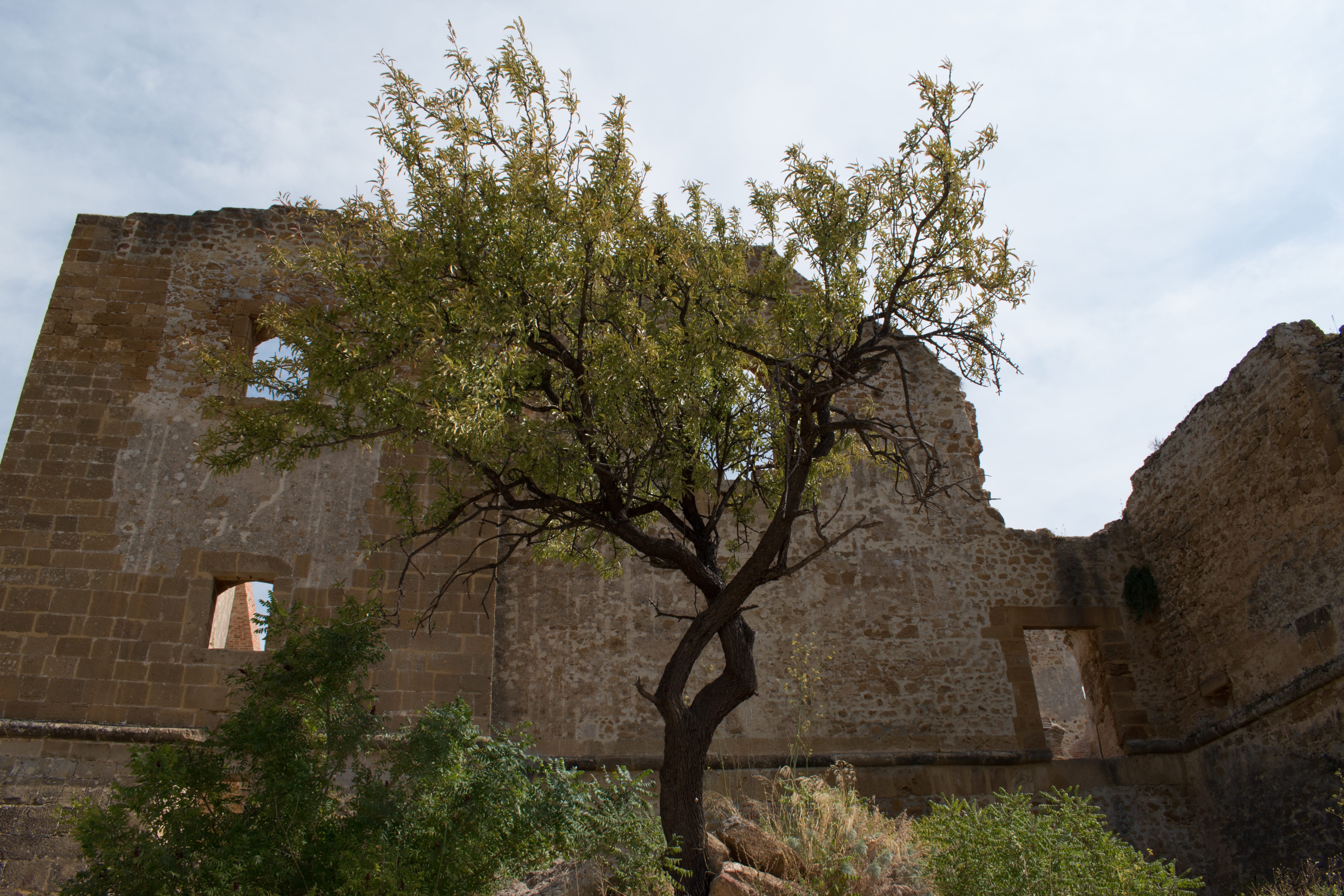
Veduta all'arrivo al castello di Poggiodiana